# ジャック・クライン
ジャック・クライン Jacques Klein (10 July 1930年7月10日〜1982年10月23日) は、ブラジルの作曲家でピアニスト。
日本ではジャケス・クレインとも呼ばれる。ブラジルでのポルトガル語の読みは、ジャッケス・クレイン。
クラインはセアラ州のアラカチで、ユダヤ系ブラジル人の家庭に生まれた。同州フォルタレーザ市のアルベルト・ネポムセノ音楽院でピアノを学んだ。さらにニューヨークでウィリアム・カペルに、ウィーンでブルーノ・ザイドルホーファーに師事した。
1953年、ジュネーブ国際音楽コンクールのピアノ部門で優勝した。
弟子には、クレーリア・イルスン（ブラジルでのポルトガル語の読みはクレーリア・イルズン）、アルナルド・コーエンらがいる。
1982年10月23日、リオデジャネイロにて52歳没。